# Коронавірусна хвороба 2019 на Кабо-Верде
Коронаві́русна хворо́ба 2019 у Ка́бо-Ве́рде — розповсюдження пандемії коронавірусу територією Кабо-Верде.
Про виявлення першого випадку коронавірусної хвороби на території Кабо-Верде було заявлено 20 березня 2020 року.
Станом на 9 квітня 2020 року у країні 7 підтверджених випадків захворювання на COVID-19. Одна людина померла.

## Хронологія
20 березня 2020 року було підтверджено перший випадок коронавірусу у країні. Інфікованим виявився 62-річний іноземцець з Великої Британії.